# Geranium xinjiangense
Geranium xinjiangense là một loài thực vật có hoa trong họ Mỏ hạc. Loài này được Chang Y.Yang mô tả khoa học đầu tiên năm 1983.